# Démographie du Zimbabwe
Cet article contient des statistiques sur la démographie du Zimbabwe.

## Fécondité
En 2015, le taux de fécondité au Zimbabwe s'élève à 4,0 enfants par femme.
|               | 2006 | 2011 | 2015 |
| ------------- | ---- | ---- | ---- |
| Milieu urbain | 2,6  | 3,1  | 3,0  |
| Milieu rural  | 4,6  | 4,8  | 4,7  |
| Total         | 3,8  | 4,1  | 4,0  |

## Mortalité
La mortalité due au SIDA est importante : le taux de prévalence du sida est supérieur à 20 %, 3 000 personnes meurent par semaine de la maladie et 170 000 par an. En 2005, on recensait plus de 910 000 orphelins. L'espérance de vie a baissé de 61 à 44 ans entre 1990 et 2005. Cependant, grâce aux efforts d'accès à des traitements, l'espérance de vie a depuis augmenté à environ 55 ans en 2015, selon les estimations de l'ONU et de la CIA.

## Sources
1. ↑  Indicateurs du World-Factbook publié par la CIA.
2. ↑  Le taux de variation de la population 2018 correspond à la somme du solde naturel 2018 et du solde migratoire 2018 divisée par la population au 1er janvier 2018.
3. ↑  Indicateurs du World-Factbook publié par la CIA.
4. ↑  L'indicateur conjoncturel de fécondité (ICF) pour 2018 est la somme des taux de fécondité par âge observés en 2018. Cet indicateur peut être interprété comme le nombre moyen d'enfants qu'aurait une génération fictive de femmes qui connaîtrait, tout au long de leur vie féconde, les taux de fécondité par âge observés en 2018. Il est exprimé en nombre d’enfants par femme. C’est un indicateur synthétique des taux de fécondité par âge de 2018.
5. ↑  Indicateurs du World-Factbook publié par la CIA.
6. ↑   Le taux de natalité 2018 est le rapport du nombre de naissances vivantes en 2018 à la population totale moyenne de 2018.
7. ↑  Indicateurs du World-Factbook publié par la CIA.
8. ↑   Le taux de mortalité 2018 est le rapport du nombre de décès, au cours de 2018, à la population moyenne de 2018.
9. ↑  Indicateurs du World-Factbook publié par la CIA.
10. ↑  Le taux de mortalité infantile est le rapport entre le nombre d'enfants décédés à moins d'un an et l'ensemble des enfants nés vivants.
11. ↑  L'espérance de vie à la naissance en 2018 est égale à la durée de vie moyenne d'une génération fictive qui connaîtrait tout au long de son existence les conditions de mortalité par âge de 2018. C'est un indicateur synthétique des taux de mortalité par âge de 2018.
12. ↑  L'âge médian est l'âge qui divise la population en deux groupes numériquement égaux, la moitié est plus jeune et l'autre moitié est plus âgée.
13. ↑  (en) The DHS Program (Enquêtes démographiques et de santé)
14. 1 2  Frédéric MOUSSEAU, « Zimbabwe, la punition occidentale », dans Libération du 07/07/2006, [lire en ligne]